# Jäger (Zeitschrift)
JÄGER. Zeitschrift für das Jagdrevier ist ein seit 1974 monatlich im Jahr Top Special Verlag (Hamburg) erscheinendes deutschsprachiges Spartenmagazin zum Thema Jagd.

## Auflagenstatistik
Im vierten Quartal 2012 lag die durchschnittliche verbreitete Auflage nach IVW bei 35.071 Exemplaren. Das waren 1.372 Exemplare pro Ausgabe mehr (+4,07 %) als im Vergleichsquartal des Vorjahres. Die Abonnentenzahl nahm innerhalb eines Jahres um 144 Abonnenten auf durchschnittlich 15.647 pro Ausgabe ab (−0,91 %); damit bezogen rund 44,62 % der Leser die Zeitschrift im Abo.

### Anzahl der durchschnittlich im Quartal verbreiteten Ausgaben
| Anzahl verbreiteten Ausgaben | Anzahl verbreiteten Ausgaben | Anzahl verbreiteten Ausgaben | Anzahl verbreiteten Ausgaben | Anzahl verbreiteten Ausgaben |
| ---------------------------- | ---------------------------- | ---------------------------- | ---------------------------- | ---------------------------- |
| Quartal                      |                              |                              | Auflage a                    |                              |
| IV/1998                      | IV/1998                      |                              | 30.114                       | 30.114                       |
| IV/1999                      | IV/1999                      |                              | 29.451                       | 29.451                       |
| IV/2000                      | IV/2000                      |                              | 29.506                       | 29.506                       |
| IV/2001                      | IV/2001                      |                              | 29.130                       | 29.130                       |
| IV/2002                      | IV/2002                      |                              | 30.283                       | 30.283                       |
| IV/2003                      | IV/2003                      |                              | 30.296                       | 30.296                       |
| IV/2004                      | IV/2004                      |                              | 29.569                       | 29.569                       |
| IV/2005                      | IV/2005                      |                              | 27.108                       | 27.108                       |
| IV/2006                      | IV/2006                      |                              | 26.101                       | 26.101                       |
| IV/2007                      | IV/2007                      |                              | 28.107                       | 28.107                       |
| IV/2008                      | IV/2008                      |                              | 30.259                       | 30.259                       |
| IV/2009                      | IV/2009                      |                              | 30.133                       | 30.133                       |
| IV/2010                      | IV/2010                      |                              | 34.449                       | 34.449                       |
| IV/2011                      | IV/2011                      |                              | 33.699                       | 33.699                       |
| IV/2012                      | IV/2012                      |                              | 35.071                       | 35.071                       |
| Quelle: IVW                  |                              |                              |                              |                              |

| Anzahl der Abonnements | Anzahl der Abonnements | Anzahl der Abonnements | Anzahl der Abonnements | Anzahl der Abonnements |
| ---------------------- | ---------------------- | ---------------------- | ---------------------- | ---------------------- |
| Quartal                |                        |                        | Abos a                 |                        |
| IV/1998                | IV/1998                |                        | 11.183                 | 11.183                 |
| IV/1999                | IV/1999                |                        | 11.567                 | 11.567                 |
| IV/2000                | IV/2000                |                        | 11.923                 | 11.923                 |
| IV/2001                | IV/2001                |                        | 11.954                 | 11.954                 |
| IV/2002                | IV/2002                |                        | 12.041                 | 12.041                 |
| IV/2003                | IV/2003                |                        | 12.330                 | 12.330                 |
| IV/2004                | IV/2004                |                        | 12.552                 | 12.552                 |
| IV/2005                | IV/2005                |                        | 13.015                 | 13.015                 |
| IV/2006                | IV/2006                |                        | 12.906                 | 12.906                 |
| IV/2007                | IV/2007                |                        | 12.957                 | 12.957                 |
| IV/2008                | IV/2008                |                        | 13.019                 | 13.019                 |
| IV/2009                | IV/2009                |                        | 13.845                 | 13.845                 |
| IV/2010                | IV/2010                |                        | 16.075                 | 16.075                 |
| IV/2011                | IV/2011                |                        | 15.791                 | 15.791                 |
| IV/2012                | IV/2012                |                        | 15.647                 | 15.647                 |
| Quelle: IVW            |                        |                        |                        |                        |

## Kontroverse
In der Ausgabe vom Februar 2014 wurde behauptet, ein polnischer Kleintransporter habe Wölfe und Luchse über die polnische Grenze nach Deutschland transportiert. Der zu diesem Zeitpunkt noch Jäger-Chefredakteur Lucas von Bothmer behauptete in einem RBB-Radio-Interview, sein Informant habe „glaubwürdig versichert, dass dieser Akt der Sabotage strenger Geheimhaltung unterliegt“. Die Pressestelle der Bundespolizeidirektion in Berlin bestritt dies und sprach von einem Fund gestohlener Fahrräder der Marke Steppenwolf.
Ein ähnlicher Fall ereignete sich ein Jahr später. In der Ausgabe 4/2015 wurde behauptet, dass „die Wölfin von Ohrdruf“ (der Erstnachweis eines Wolfes in Thüringen) nicht auf natürlichem Wege aus der Lausitz nach Thüringen gelangt sei, sondern gezielt von Menschenhand umgesiedelt wurde. Der Wolfsexperte des Naturschutzbund Deutschland bezeichnete diesen Vorwurf als „völligen Blödsinn“, der Wildbiologe Ulrich Wotschikowsky, der früher selbst Redakteur der Zeitschrift Jäger war, bezeichnete den Artikel als „Schmarr’n“, der „eine sachliche Auseinandersetzung nicht wert“ sei.